# 中央倉庫 (名古屋市)
座標: 北緯35度09分16秒 東経136度56分37秒 / 北緯35.1544056度 東経136.9437242度
中央倉庫株式会社（ちゅうおうそうこ）は、愛知県名古屋市昭和区折戸町4丁目15番地に本社を置く企業。倉庫業や通関業務を営んでいる。

## 概要
中央倉庫は、1957年に設立された倉庫業者である。愛知県名古屋市港区船見町57番地にある船見営業所を筆頭に愛知県内に複数の事業所をもち、飼料や食糧の保管、大豆の選別業務を行っており、18.9万トンの収容能力を保有する。かつては名古屋臨海鉄道の汐見町駅所管の専用線を所有し、鉄道を用いて米や麦を輸送していた。

## 沿革
- 1957年12月5日 - 愛知県名古屋市港区船見町57番地に中央倉庫株式会社を設立[1]。
- 1964年1月 - 本店を愛知県名古屋市中村区納屋町3丁目6番地に移転[1]。
- 1969年11月24日 - 油辰商店、東陽油槽と共に名古屋臨海鉄道に預託金600万円を支払う[2]。
- 1971年4月1日 - 鉄道専用線を増設[2]。
- 1979年10月 - 本社を愛知県名古屋市昭和区折戸町4丁目15番地に移転[1]。

## 事業所
- 本社
〒466-0858
愛知県名古屋市昭和区折戸町4丁目15番地

- 船見営業所
〒455-0027
愛知県名古屋市港区船見町57番地

- 西四区現業所
〒490-1446
愛知県海部郡飛島村東浜一丁目8番地1号

- 西二区現業所
〒490-1444
愛知県海部郡飛島村木場二丁目63番地1号

- 楠現業所
〒498-0066
愛知県弥富市楠二丁目61番地